# Gorka (rejon kiczmiengsko-gorodiecki)
Gorka (ros. Горка) – wieś w Rosji, w rejonie kiczmiengsko-gorodieckim obwodu wołogodzkiego. W 2021 r. była niezamieszkana.